# Кельман Дмитро Іванович
Кельман Дмитро Іванович (нар. 8 листопада 1940, Руське) — колишній народний депутат України.

## Біографія
Народився 8 листопада 1940 року в с. Руське, Мукачівський р-н, Закарпатська область в селянській сім'ї; українець; дружина Марія Степанівна (1946) — зав. кадрів, КСП «Ракошинське»; дочка Світлана (1966) — лікар, Мукачівська лікарня; дочка Оксана (1969) — викладач, Ракошинська СШ.
Освіта: Львівський сільськогосподарський інститут (1972), вчений агроном.
Народний депутат України 12(1) скликання з 03.1990 (2-й тур) до 04.1994, Мукачівський виб. окр. № 172, Закарпатська область. Член Комісії з питань відродження та соціального розвитку села. На час виборів: агроторг. підприємство-колгосп імені В. І. Леніна, гол. Член групи «Центр».
- З 1954 — учень Мукачівського сільськогосподарського технікуму.
- З 1958 — служба в армії.
- З 1962 — механізатор, колгосп імені XXII з'їзду КПРС, с. Ракошин Мукачівського району.
- З 1964 — відрядження на Кубу.
- З 1967 — бригадир тракторної бригади, колгосп імені XXII з'їзду КПРС.
- З 1971 — голова колгоспу «Шлях до комунізму», село Нове Давидкове Мукачівського району.
- З 1976 — голова колгоспу імен Чапаєва, село Зняцеве Мукачівського району.
- З 1978 — голова колгоспу імені Леніна, село Великі Лучки Мукачівського району.
- Потім — перший заступник начальника управління сільського господарства і продовольства Закарпатської облдержадміністрації.
- З 1996 — генеральний директор «Закарпатоблтехсервіс».
- З 01.2001 — радник голови Закарпатської облдержадміністрації.

Був головою Закарпатської обласної організації Агарної партії України.
Ордени Жовтневої революції, Трудового Червоного Прапора, Дружби народів.
Володіє іспанською мовою.
Захоплення: футбол.

## Джерело
- Довідка [Архівовано 4 березня 2016 у Wayback Machine.]